# Шоимешти (Прахова)
Шоимешти (рум. Șoimești) насеље је у Румунији у округу Прахова у општини Чептура. Oпштина се налази на надморској висини од 206 m.

## Становништво
Према подацима из 2002. године у насељу је живело 918 становника, од којих су сви румунске националности.